# تاکایوکی یاماگوچی
تاکایوکی یاماگوچی (ژاپنی: 山口 貴之؛ زادهٔ ۱ اوت ۱۹۷۳) یک بازیکن فوتبال اهل ژاپن است.
از باشگاه‌هایی که در آن بازی کرده‌است می‌توان به باشگاه فوتبال توکیو وردی، باشگاه فوتبال وگالتا سندای، باشگاه فوتبال کیوتو سانگا، باشگاه فوتبال ویسل کوبه، باشگاه فوتبال گامبا اوساکا، باشگاه فوتبال تسپاکوستاسو گونما، باشگاه فوتبال ساگان توسو و باشگاه فوتبال ماچیدا زلویا اشاره کرد.